# 里奇韋 (愛荷華州)
脊道市（英語：Ridgeway）（或里奇韋）是美國愛荷華州溫納希克縣的城市。

## 地理
脊道市座標43°17′52″N 91°59′21″W / 43.29778°N 91.98917°W，平均海拔365米（1198英尺）。

## 人口
據2010年美國人口普查，脊道市面積2.64平方千米，陸地面積2.64平方千米，水域面積0.00平方千米，人口315人，人口密度每平方千米119人。